# 鈴木一彦
鈴木一彦（すずき かずひこ、1923年6月25日 - 2000年）は、日本の日本語学者。山梨大学名誉教授。勲三等旭日中綬章受章。

## 人物
東京出身。東京大学文学部国語国文科卒。東大文学部助手、山梨大学教育学部助教授、教授、学部長、1987年定年退官、名誉教授、東洋大学教授、1994年退職。1999年勲三等旭日中綬章受勲。専門は日本語文法。妻は国文学者の鈴木雅子（1928-　）。

## 著書
- 『日本文法本質論』明治書院、1976
- 『日本語をみつめた文法・現代語』東宛社、1990
- 『日本文法の本質 語・句論』東宛社、1997

### 共編著
- 『品詞別日本文法講座』林巨樹共編、明治書院、1972
- 『海道記総索引』猿田知之,中山緑朗共編、明治書院、1976
- 『たまきはる(健御前の記) 総索引』鈴木雅子共編、明治書院、1979
- 『時枝誠記日本文法・同別記』編著、東宛社、1981
- 『研究資料日本文法』全10巻、林巨樹共編、明治書院、1984-85
- 『日本語学者列伝』明治書院、1997年。第6章「時枝誠記伝」を担当[1]
- 『近代秀歌総索引』編著、東宛社、2002
- 『無名抄総索引』鈴木雅子,村上もと共編著、風間書房、2005